# Hugo Peterson
Hugo Peterson, född 1872 i  Blackstad, död 1939, var en svensk entreprenör, som grundade Motorfabriken Göta i Osby.
Hugo Peterson växte upp i Blackstad och började vid elva års ålder som springpojke i Oskar Bomans lanthandel i Hummelstad. Han blev senare föreståndare för en filial till lanthandeln i Hagaborg i Blackstad. Där sålde han också cyklar och hade en reparationsverkstad samt en fotoateljé.
Han var intresserad av teknik och motorer och startade Hagaborgs mekaniska verkstad i Blackstad, som omkring 1905 började tillverka tändkulemotorer för båtar.
Omkring 1907 flyttade han till Osby tillsammans med sin verkmästare Josef Mårtensson för att få tillgång till järnvägstransporter. Han köpte i Osby en speceriaffär med tillhörande verkstad. Den återupptagna motortillverkningen drevs under namnet Motorfabriken Göta.